# 黑邊鰭石鱸
黑邊鰭石鱸（学名：Diagramma melanacra），又名黑邊鰭胡椒鯛、雞仔魚、加志，为石鱸科少棘胡椒鯛屬下的一个种。